# Teritučmo
Teritučmo (grč. Terituchmes) je bio sin Hidarna, kojeg je naslijedio na mjestu satrapa Armenije. Teritučmo se spominje u djelima grčkog povjesničara i liječnika Ktezija, koji je služio na dvoru perzijskog vladara Artakserksa II. Teritučmov otac Hidarn pripadao je perzijskoj plemićkog lozi koja vuče korijene od Bagabigne odnosno njegovog sina Hidarna Starijeg, koji je bio jedan od glavnih podanika Darija Velikog. Hidarn je osim Teritučma imao sina Tisaferna koji je služio na mjestu satrapa Lidije, te kći Stateiru koja se udala za Artakserksa II.
Prema Kteziju, Teritučmo se oženio perzijskom princezom Amestris (kći Darija II. i Parisatide), no zaljubio se u polusestru Roksanu koja je bila poznata po ljepoti ali i vještom rukovanju lukom i kopljem. Zbog toga je pokrenuo zavjeru protiv vlastite žene; organizirao je lažnu pljačku u kojoj je perzijska princeza izbodena na smrt. U zavjeri je sudjelovalo 300 ljudi, koji su se priključili Teritučmu u pobuni. Perzijski vladar Darije II. potom je poslao pismo Teritučmovom podaniku Udiastu od kojeg je zatražio da učini sve kako bi zaštitio njegovu kćer, nakon čega se Udiast hrabro suprotstavio urotnicima i osobno ubio 37 neprijatelja, među njima i samog Teritučma. Nakon zavjere, kraljica Parisatida na zahtjev Darija II. dala je pogubiti svu Hidarnovu djecu osim Stateire. Među žrtvama bio je i neimenovani Teritučmov sin.

## Poveznice
- Hidarn
- Amestris (kći Darija II.)
- Darije II.
- Parisatida
- Artakserkso II.

## Vanjske poveznice
- Ktezije: „Persica“, 55., 56. i 61.  Arhivirana inačica izvorne stranice od 16. listopada 2010. (Wayback Machine)
- Teritučmo (Ancestry.com)
- George Rawlinson: „Perzija“ (Persia), Abacci.com